# Myrmaeciella endoleuca
Myrmaeciella endoleuca är en svampart som först beskrevs av Pier Andrea Saccardo, och fick sitt nu gällande namn av Gustav Lindau 1897. Myrmaeciella endoleuca ingår i släktet Myrmaeciella, ordningen köttkärnsvampar, klassen Sordariomycetes, divisionen sporsäcksvampar och riket svampar.   Inga underarter finns listade i Catalogue of Life.